# 巴尔 (多尔多涅省)
巴尔（法語：Bars）是法国多尔多涅省的一个市镇，属于佩里格区（Périgueux）唐翁县（Thenon）。该市镇总面积22.58平方公里，2009年时的人口为235人。

## 人口
巴尔人口变化图示